# 脳脊髄液減少症
脳脊髄液減少症（のうせきずいえきげんしょうしょう）とは、脳脊髄液が脳脊髄液腔から漏出することで減少し、頭痛やめまい、耳鳴り、倦怠など様々な症状を呈する疾患である。日本の篠永正道らの医師によって提唱された新たな疾患概念であり、国際疾病分類には記載されていない。(ICD10コードG96.0脳脊髄液漏、G97.0腰椎穿刺後の脳脊髄液漏が妥当と思われる)
2010年時点では、髄液漏れを止める硬膜外自家血注入（ブラッドパッチ）による治療が保険外で行われていたものの、ブラッドパッチが効かない患者も多い。また、篠永らによる疾患定義や診断法を疑問視する専門家も多く、画像診断において正常組織である神経根や髄膜憩室を髄液の漏れとされたり、正常であっても認められる早期膀胱内RI集積等を根拠としており、曖昧な診断の下でブラッドパッチを行うことに対しては遅発性の癒着性くも膜炎が発症するなど安全性の観点からも疑問が呈されている。精度の高いCT脊髄造影で２９１症例を診断したところ１症例の髄液漏出も発見されなかったこともある。こうした混乱や患者団体等の要請を受け、厚生労働省の研究班が統一的な診断、治療のガイドラインの策定にあたっていた。
2016年1月20日付けの厚生労働省による発表で、2016年4月1日からブラッドパッチによる治療が健康保険適用となることが公開され、発表通りに同日から保険適用された。
腰椎麻酔のため硬膜外に針を入れた場合、脳脊髄液がこの穴から漏れることがある。この場合は、特別な治療をしなくても数日から1週間程度で治まるとされる。

## 診断・治療ガイドライン策定までの経緯

### 髄液漏出の発見
脳脊髄液減少症は、低髄液圧症候群と類似した病態であるものの、脳脊髄液減少症の場合、多くの症例で髄液圧は正常範囲内にあり、その原因は、髄液の漏出にある。医学界の常識では長らく「髄液はめったに漏れない」とされており、したがって、脳脊髄液減少症はほとんど病気として認められていなかった。
しかし、2000年に当時、平塚共済病院脳神経外科部長であった篠永正道が「髄液が漏れている患者が言われてきたよりも非常に多い」ことを発見したとされる。篠永は2002年に学会で発表するも、医学界ではほとんど注目されなかった。そこで篠永らは独自に脳脊髄液減少症研究会を立ち上げ、治療や研究を進めることになった。患者、医師らによってNPO法人・脳脊髄液減少症患者・家族支援協会が設立され、全国的な普及活動も展開された。

### 症状
頭痛、頚部痛、全身倦怠、起立性頭痛、背部痛、視力障害、視力低下、視野異常、羞明、視覚異常、めまい、吐き気、聴力障害、顎関節症、頭重感、坐骨神経痛、上肢痛、顔面痛、筋肉痛、腰痛、肩甲骨間痛、脳神経症状、聴神経、耳鳴り、聴力低下、聴力過敏、耳閉感、三叉神経、顔面違和感 (顔面しびれ・顔面神経麻痺)、開口障害 (顎関節症)、迷走神経、自律神経障害 (動悸・発汗異常・体温調節障害・腸管運動障害等）、目のぼやけ、眼振、動眼神経麻痺(瞳孔散大)、眼瞼下垂、複視、光過敏、外転神経麻痺、味覚障害、嗅覚障害、咽喉違和感、発声障害、嚥下障害、高次脳機能障害、集中力低下、思考力低下、記憶力低下、鬱、睡眠障害、内分泌障害、月経異常、インポテンツ、乳汁分泌等、免疫異常、易感染症、アレルギー、易疲労感、食欲低下、電磁波過敏症、意識障害、無欲、小脳失調、歩行障害、パーキンソン症候群、認知症、上肢のしびれ、神経根症、直腸膀胱障害、頚部硬直、慢性脱水症状、痩せなど、多様な症状が出現し得るとされる。これらのような症状が出るために、脳脊髄液減少症を発症した年代によっては、例えば更年期障害と見誤られることもあるのではないかと言われている。

### むち打ちとの関連と関心の高まり
やがて、外傷性頸部症候群（いわゆる「むち打ち」）などでも髄液が漏出することがあると主張されるようになり、2004年末には患者やその支援者らによってブラッドパッチ療法の保険適用を訴える約10万人の署名が厚生労働省に提出され、その後も都道府県議会が保険適用を求める意見書を次々と採択するようになった。しかし、厚生労働省サイドは依然として静観を続けた。
ところが、2005年春に、交通事故で脳脊髄液減少症を発症したとされる患者と、「むち打ち症なのに、髄液漏れを主張するのは不当だ」とする損害保険会社、共済との間で全国的に訴訟が展開されるようになり、さらに、2006年にかけて脳脊髄液減少症を事故の後遺障害として認める司法判断（岡口基一裁判官）が報道されると、関連学会の関心が一気に高まった（もちろん、「むち打ち症」の患者のすべてが脳脊髄液減少症であるわけではない）。
こうしたなかで、篠永らは、むち打ち後遺症として脳脊髄液減少症を患う患者が数十万人存在すると主張し、2007年には、独自のガイドラインを作成した。他方で、多くの専門家は、むち打ち後遺症の患者で髄液漏れは確認できないとして、対立が続いた。そして、日本脳神経外傷学会が92施設の協力を得て、2008年から1年かけて全国調査を実施。その結果、登録症例25例のうち4例で外傷後の髄液漏れが存在することが明らかになったが、漏れが止められれば完治できることも確認された。

### 診断・治療ガイドラインの策定、保険適用に向けて
専門家の間で意見の対立が続くなか、2006年11月、日本脳神経外科学会学術委員会委員長の嘉山孝正（山形大学医学部長）が記者会見を行い脳脊髄液減少症に対して学会の垣根を越えた真に「科学的な」診断、治療のガイドラインを作成する方針を明らかにした。これに呼応するかたちで厚生労働省も嘉山を主任研究者として、篠永らを研究分担者とする研究に対して2007年度以降の厚生労働科学研究費補助金の交付を決定。当初の3年間では、科学的な根拠に基づいた診断基準を作るために必要な患者数に達しなかったが、2010年に中間目安の100症例に到達。同年度内にも中間報告をまとめ、ガイドライン作成に向けた作業に本格着手される見込みとなっている。
厚生労働省も同研究班の研究の進捗を受け、2010年4月長妻昭厚労相は、2012年の診療報酬改定の際に同治療法の保険適用を検討することを明言した。同月、自費でブラッドパッチを行った患者であっても、それまでの検査などの費用が保険請求できる旨の通知も出されている。